# Thái Đức
Nguyễn Nhạc /ŋwĩəŋ ɲâːk̚/, znany jako cesarz Thái Đức /tʰǎːj ɗɨ́k̚/ (zm. 1793) – władca Wietnamu w latach 1778–1788, członek tzw. dynastii Tây Sơn /təj ʂəːn/.
Nguyễn Nhạc i jego bracia Nguyễn Huệ i Nguyễn Lữ, znani razem jako bracia Tây Sơn, byli przywódcami ludowego powstania Tây Sơn. Jako buntownicy podbili Wietnam, zwalczając arystokratyczny ród Nguyễn (zbieżność nazwisk przypadkowa) oraz interwencje wojsk syjamskich i chińskich.
W 1778 Nguyễn Nhạc, najstarszy z braci, ogłosił się cesarzem (Hoàng đế) Wietnamu. Jego dziesięcioletnie panowanie było okresem gwałtownych zmian społecznych i wojny domowej. Gdy między braćmi doszło do rozłamu, w 1788 Nhạc odstąpił tron cesarski Nguyễn'owi Huệ, odtąd będąc stosunkowo niezależnym watażką wojskowym, akceptującym jednak władzę brata.
Gdy Nguyễn Huệ (Quang Trung) zmarł w 1792, Nhạc chciał zorganizować mu wystawny pogrzeb, jednak droga do Phú Xuân (Huế) była zablokowana przez wojsko. W 1793 oddziały Nhạca zostały zaatakowane przez armię Nguyễn Ánha. Nhạc wnioskował o pomoc u dworzan młodego cesarza Cảnh Thịnha. Żołnierze cesarscy odparli atak, jednak zagarnęli dzielnicę Nhạca. Nhạc niedługo potem zmarł.
Miał pięciu synów, wszyscy oni jednak zostali później zamordowani przez dynastię Nguyễn.